# Cantón Sigchos
Cantón Sigchos är en kanton i Ecuador.   Den ligger i provinsen Cotopaxi, i den centrala delen av landet, 50 km sydväst om huvudstaden Quito.